# Huelma
Huelma ist eine südspanische Kleinstadt und eine aus dem Hauptort und dem Dorf Solera bestehende Gemeinde (municipio) mit insgesamt 5.522 Einwohnern (Stand: 2024) im Süden der Provinz Jaén in der autonomen Region Andalusien. Der alte Ortskern ist als Kulturgut (Bien de Interés Cultural) in der Kategorie Conjunto histórico-artístico anerkannt.

## Toponym
Der Ortsname ist arabisch-maurischen Ursprungs und bedeutet so viel wie „Quelle“.

## Lage
Der Ort Huelma liegt am Fuß einer strategisch vorteilhaften Anhöhe knapp 50 km (Fahrtstrecke) südöstlich der Provinzhauptstadt Jaén in einer Höhe von ca. 950 m Das Klima im Winter ist gemäßigt, im Sommer dagegen warm bis heiß; die geringen Niederschlagsmengen (ca. 545 mm/Jahr) fallen – mit Ausnahme der nahezu regenlosen Sommermonate – verteilt übers ganze Jahr.

## Bevölkerungsentwicklung
| Jahr      | 1857  | 1900  | 1950  | 2000  | 2020  |
| Einwohner | 3.355 | 4.566 | 8.858 | 6.067 | 5.681 |

Die deutliche Bevölkerungsrückgang in der zweiten Hälfte des 20. Jahrhunderts ist im Wesentlichen auf die großflächige Anpflanzung von Olivenbäumen, die damit einhergehende Mechanisierung und den daraus resultierenden  Verlust von Arbeitsplätzen zurückzuführen.

## Wirtschaft
Huelma liegt inmitten der endlosen Olivenbaumplantagen der Provinz Jaén. Es werden aber auch Getreide, Weinreben etc. zur Selbstversorgung angepflanzt; Gemüse stammte aus den Hausgärten. Im Ort selbst haben sich Kleinhändler, Handwerker und Dienstleistungsbetriebe aller Art angesiedelt. In Huelma findet einmal jährlich eine überregional bedeutsame Landwirtschaftsschau statt (ExpoHuelma).

## Geschichte
Funde auf dem Gemeindegebiet lassen auf eine Besiedlung durch iberische Stammesgruppen im 5. oder 4. Jahrhundert v. Chr. schließen. Seit dem 8. Jahrhundert stand der damals wohl bereits existierende Ort unter maurischer Herrschaft. Erst im Jahr 1438 wurde Huelma im Auftrag König Johanns II. von Kastilien von Iñigo López de Mendoza, dem Marqués de Santillana, zurückerobert (reconquista). Im Jahr 1464 ernannte Heinrich IV. seinen Günstling Beltrán de la Cueva (1435–1492) zum ersten „Herzog von Alburquerque“ und zehn Jahre später zum „Grafen von Huelma“. Nach dessen Tod fielen der Ort und seine Burg an seinen erstgeborenen Sohn Francisco I. Fernández de la Cueva y Mendoza (1467–1526), der für den Neubau der Burg verantwortlich ist. Im Jahr 1975 wurde der Ort Solera eingemeindet.

## Sehenswürdigkeiten

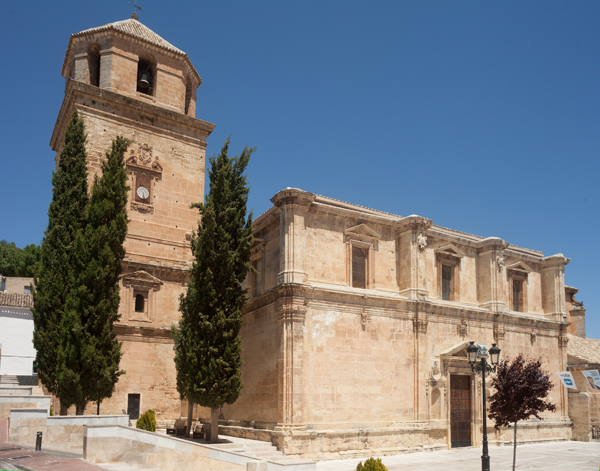
Iglesia de la Inmaculata Concepción

- Die Burg (castillo) entstand erst zu Beginn des 16. Jahrhunderts auf Anordnung des örtlichen Grundherren (señor), des Herzogs von Alburquerque, auf einem natürlichen Felsen anstelle einer älteren Maurenfestung. Der von dreiviertelrunden Ecktürmen umgebene Kernbau misst nur ca. 14 × 11,50 m, doch gehen diese Maße deutlich über die eines älteren Bergfrieds (torre del homenaje) hinaus. Mehrere kleine Fenster durchbrechen die Außenwände.[6]
- Die Reste der mittelalterlichen Stadtmauer (muralla) und die eines Aquädukts sind nur von geringem Interesse.[7][8]
- Die Iglesia de la Inmaculata Concepción ist der Unbefleckten Empfängnis Mariens geweiht. Mit ihrem Bau wurde im Jahr 1559 an der Stelle eines Vorgängerbaus begonnen; der Glockenturm (campanario) wurde jedoch erst im Jahr 1616 fertiggestellt. Das Portal befindet sich auf der Südseite der im Innern dreischiffigen Hallenkirche; deren Stützen sind als Bündelpfeiler konzipiert und tragen das aus diversen gotischen und Renaissance-Elementen bestehende Gewölbe. Am Bau der Kirche waren mehrere Architekten beteiligt – darunter Diego de Siloé, Andrés de Vandelvira und Francisco del Castillo El Mozo.[9][10]

Umgebung
- Das etwa 10 km nordöstlich gelegene Dorf Solera erstreckt sich malerisch entlang eines 1120 m hohen Bergsattels.
- Der die Stadt umgebende Parque natural Sierra Mágina lädt zu Wanderungen ein.

## Persönlichkeiten
- Sebastián Martos (* 1989), Hindernisläufer